# Alberto Cañas Escalante
Alberto Cañas Escalante (San José, 16 de marzo de 1920 - 14 de junio de 2014) fue un político, escritor, intelectual, académico universitario, funcionario público y periodista costarricense. Es considerado una de las figuras trascendentales de la vida cultural, política y social de la segunda mitad del siglo XX en Costa Rica. Fue embajador (1948-1949), viceministro de Relaciones Exteriores (1955-1956), y dos veces diputado (1962-1966 y 1994-1998). Además, fue el primer Ministro de Cultura, Juventud y Deportes (1971) y director de los periódicos Diario de Costa Rica y La República. También en el campo periodístico se desempeñó como editor de Excelsior y columnista en La Nación, La Prensa Libre y el Semanario Universidad. Fue bisnieto del General José María Cañas. Falleció a los 94 años tras complicaciones con una intervención quirúrgica.

## Biografía
Nació en San José, el 16 de marzo de 1920 su hermana le enseñó a leer a los tres años.
Realizó la educación primaria en el Edificio Metálico, la secundaria en el Liceo de Costa Rica, donde se graduó en 1937. Estudio Derecho en la Universidad de Costa Rica, y se graduó como abogado en 1944 con una tesis sobre partidos políticos. En 1944 entra a trabajar en el Diario de Costa Rica. Es de la misma generación de Rodrigo Facio Brenes, Carlos Monge, Gonzalo Facio Segreda, Jorge Rossi Chavarría, Daniel Oduber Quirós, Hernán González y Fernando Fournier Acuña unido ideológicamente al grupo de intelectuales que después de la Revolución de 1948 cambiaron la fisonomía política costarricense.
Su preocupación por las cuestiones sociales lo impulsó a ingresar en el Centro para el Estudio de los Problemas Nacionales, y a desarrollar una carrera periodística. Fundó y dirigió el diario La República en 1950 y más tarde se hizo asimismo cargo del Excelsior.  Fue socio fundador del bufete o despacho de abogados "Facio & Cañas".

### Trayectoria política
En el campo político fue Embajador de Costa Rica en las Naciones Unidas de 1948 a 1949, durante la redacción de la Declaración Universal de los Derechos Humanos. Además fue viceministro de Relaciones Exteriores en el período de 1955 a 1956, diputado por San José, jefe de fracción parlamentaria del Partido Liberación Nacional de 1962 a 1966. De 1970 a 1974 fue el primer ministro de Cultura, Juventud y Deportes. Durante su administración desarrolló una labor editorial de rescate de los valores culturales y literarios costarricenses.[cita requerida] Fue diputado, nuevamente (1994-1998), y Presidente de la Asamblea Legislativa de Costa Rica en la legislatura de 1994 a 1995. Además, fue miembro fundador del Partido Acción Ciudadana (fundado en 2000) del que sería presidente e integrante de su comisión política.

### Trayectoria académica
Fue el fundador de la Compañía Nacional de Teatro en 1971. Entre sus muchos cargos se encuentran haber sido profesor de teatro, de la Facultad de Ciencias y Letras, de la escuela de Ciencias de la Comunicación, de la cual fue además promotor y creador.
Fue presidente de la Asociación de Periodistas en 1952, presidente de la Editorial Costa Rica desde 1960 y, por varios años, presidente de la Asociación de Escritores (1960-1961), miembro de la Junta Directiva del Seguro Social en 1989, entre muchos otros.

### Galardones
Entre sus múltiples galardones se encuentran el Premio Magón de Cultura en 1976, el Premio García Monge y muchos Premios Aquileo Echeverría. Recibió un doctorado honoris causa de la Universidad Estatal a Distancia y ha recibido la condecoración "Comendador de la Orden de Liberación de España" en 1951, la "Gran Cruz de la Orden de Vasco Núñez de Balboa de Panamá" en 1957 y la condecoración "Stella della Solidarieda Italiana de la Classe" en 1959.  Recibió el premio Pio Víquez de Periodismo en el año 2012, en reconocimiento de su larga carrera como periodista. Se mantuvo activo como docente hasta su muerte.
Fue presidente y miembro permanente, junto con otras 20 personalidades literarias del país, de la Academia Costarricense de la Lengua de la que fue presidente; además, presentador del programa "Así es la cosa" en Radio Monumental junto con Fernando Durán y Álvaro Fernández y autor de la famosa columna periodística Chisporroteos, que duró más de 40 años tocando temas de actualidad nacional y haciéndole quedar como uno de los formadores de opinión más respetados del país.
Además, se desempeñó como profesor de la Universidad de Costa Rica en las carreras de la Facultad de Ciencias Sociales.
Es declarado por el Concejo Municipal de Montes de Oca, Hijo Predilecto del Cantón.